# ایمولا (مجارستان)

ایمولا

ایمولا (به مجاری: Imola) یک شهرداری در مجارستان است که در بورشود-آبااوی-زمپلن واقع شده‌است. ایمولا ۱۸٫۱۱ کیلومتر مربع مساحت و ۱۱۵ نفر جمعیت دارد.